# 加密貨幣交易所

加密貨幣交易所的ETH/BTC交易對的訂單深度圖。X軸為每單位價格，Y軸為累積訂單深度。左邊為買入，右邊為賣出，中間為買賣差價。

加密貨幣交易所是一種業務，允許客户將加密貨幣與其他資產進行交易，例如傳統的法定货币或其他加密貨幣。加密貨幣交易所可以是市場莊家，將買賣價差作為服務的交易佣金；或者作為純粹收取佣金的配對平台。

## 概念
加密貨幣交易所可以是實體業務或者線上業務。實體交易所接受傳統的支付方式以交換加密貨幣，線上交易所則接受電子支付方式以交換加密貨幣。通常加密貨幣交易所於西方國家以外的地區營運以避免監管與被起訴，但它們會持有多個國家的銀行戶口以處理不同國家貨種，包括西方國家。 交易所可能接受信用卡付款﹑電匯或其他形式的支付以交換加密貨幣。至2018年，許多發達的司法管轄區對加密貨幣交易所的監管仍未明朗。
交易所可以將加密貨幣傳送至用戶的個人加密貨幣钱包，亦有些交易所會將加密貨幣餘額轉換至匿名的預付卡，用戶可以於全球的自動櫃員機提取貨幣。 有部份的加密貨幣是由現實商品支持的，比如黃金。
加密貨幣的創造者很多時與為該貨幣提供交易所之間並沒有關係。 在一類系統中，加密貨幣供應商為它們的客戶持有及管理帳戶，但不會向發行加密貨幣給客戶。客戶自行於加密貨幣交易所買入或賣出貨幣，並於加密貨幣供應商提供的帳戶進行存取。部份交易所為加密貨幣供應商的子公司，但大多數交易所為獨立的合法企業。 供應商帳戶中的資金可以是真實或者虛構的貨幣。

### 分散式交易所
分散交易所 （例如比特股、Etherdelta﹑IDEX﹑HADAX等）不會將用戶的資金儲存於交易所，取而代之的是點對點加密貨幣交易。分散式交易所並不存在傳統交易所的安全问题，但截至2018年中期，它們的交易數量仍然十分低。

## 重要事件

### 2014年 – 大型比特幣交易所倒閉
隨著比特幣及其他加密貨幣於2008年出現，許多虛擬平台為提供加密貨幣的交易而被創建，每個國家對它們的監管亦有所不同。
2014年2月，當時最大的加密貨幣交易所Mt. Gox突然暫停交易﹑終止其網站與所有交易服務，並於日本向債權人申請破产保护。 同年4月，该公司進行清盤。Mt. Gox的倒閉源於2011年開始發生的盜竊事件，黑客從Mt. Gox的熱錢包直接盜取比特幣。

### 2021年 – Coinbase股票上市
2021年4月14日，Coinbase透過股票直接上市的方式，在納斯達克交易所上市，成為第一家在美國股票公開上市的加密貨幣交易所。並在2025年5月19日，成為加密貨幣領域首支進入標普500（S&P 500）成份股的個股。

## 法規
至2016年，有幾間於歐盟營運的加密貨幣交易所取得支付服务指令和欧盟电子钱指令發出的牌照。這類牌照尚未經司法測試以証明是否足以監管加密貨幣交易所的運作。歐洲理事會和歐洲議會宣布，它們將針對加密貨幣交易平台而頒布更嚴格的法規。
2018年，美国证券交易委员会堅持認為「如果一个平台提供數字資產証券及以聯邦證券法定義的交易所形式運作，那麼該平台必須在美國證券交易委員會註冊為國家證券交易所或申請豁免」。 商品期货交易委员会現已批准加密貨幣衍生商品的公開交易。
亞洲國家當中，日本規定加密貨幣交易所必須從金融服务管理局取得特別許可才能營運。 中國和韓國政府对加密貨幣持反对态度 2017年9月，中國政府宣布禁止及將打擊首次代幣發行（ICO）活動，其後南韓亦宣布禁止，俄羅斯也開始打擊ICO。中國法律頒布後，一些加密貨幣馬上修改條款，禁止中國公民參與其ICO。
澳大利亚並未確實公佈對加密貨幣的規定，但要求澳大利亚公民需要公布其數字資產並申報資本增值稅。

## 最大的加密貨幣交易所
2018年初，彭博新闻社根據CoinMarketCap收集的數據，按照交易量及收入估算對全球最大的加密貨幣交易所作出了報告。Statista也對Encrybit進行的關於加密貨幣交易所問題的調查作出了類似的報告。依照統計，排名前三的最大加密貨幣交易所為幣安﹑火幣與OKEx。報告還指出加密貨幣交易者在交易所遇到的問題，最多交易者關注的問題為安全性與高額的交易費用。 此外，許多交易所都是私人擁有及較新的，有些交易所並未報告持有人﹑財務數據甚至業務地點等的基本信息。Mistertango的一項研究報告指出，88％的加密貨幣交易所都贊成對交易所的運營及價格穩定性進行監管。
- 幣安  馬爾他
- Upbit（英语：Upbit）
- 火币  新加坡
- Bittrex（英语：Bittrex）  美国
- Bithumb（英语：Bithumb）
- OKX  馬爾他
- MEXC  新加坡
- Bitfinex  英屬維爾京群島
- GDAX（英语：GDAX）  美国
- Bitstamp  英國
- Coinspuer   香港
- Kraken（英语：Kraken (company)）  美国
- OrbitEx（英语：OrbitEx 交易所(company)）  美国[30]
- 比特股 distributed
- Nicoex NICO交易所（英语：Nicoex NICO交易所(company)）  美国[31]

2023年，根據CoinMarketCap和Coingecko收集的數據，按照總交易量排名，最大的加密貨幣交易所為：
- 幣安
- Coinbase Exchange
- Kraken
- Kucoin
- Bybit
- OKX
- Bitstamp
- Bitfinex
- MEXC
- Gate.io
- Gemini

按照現貨交易量排名 (2025.2.18)，最大的現貨交易所是：
1. 幣安
2. Bybit
3. Crypto.com Exchange
4. MEXC
5. Upbit

按照衍生品交易量排名 (2025.2.18)，最大的衍生品交易所是：
1. 幣安
2. MEXC
3. CoinW
4. OKX
5. Bybit

## 安全事件
根據網絡安全公司CiferTrace 2018年10月發佈的一份報告顯示，1月至8月期間交易所被黑客入侵所竊取的加密貨幣高達9.27億美金，是2017年的2.5倍。

### 2018年
- 1月，日本加密貨幣交易所 Coincheck 被盗走價值5.34億美元的加密貨幣（XEM），其他幣種沒有損失。Coincheck 是日本第二大交易所，在後期的官方發佈會上，Coincheck 表示，XEM 被盗的原因是儲存 XEM 的熱錢包的私匙被黑客盜取。受此事件影響，XEM 當天下跌9.8%。[34]
- 2月11日，意大利加密貨幣交易所 BitGrail 被黑客入侵，約價值 1.5 億美元的加密貨幣NANO 被盗。[35][36]
- 3月7日，Binance 受黑客入侵，黑客控制幣安部分賬戶並賣出賬戶持倉的比特幣，買入VIA幣，導致VIA逆市大漲。事件觸發幣安自動風險管理系統，並進行了回滾處理，但依然引起市場恐懼，隨後幾日比特幣跌幅超過15％。[37]
- 4月13日，印度三大比特幣交易所之一Coinsecure 損失約438比特幣，價值約330萬美元。根據報導指出，私密金鑰（指由公司保存並離線存儲的密碼）在網上被洩露, 導致駭客攻擊，而當中負責保存私密金鑰的博士 Dr. Amitabh Saxena被指涉嚴製造虛假故事被捕。Coinsecure其後通知用戶將以印度盧幣作補償，條件為必須於2018年6月30日之前提交索賠。[38][39]
- 6月5日，Bifinex遭受黑客所謂的“拒絕服務”攻擊，導致服務暫停大約一小時，當中未有任何損失但受此事件影響，BTC 當天下跌2.2%。[40]
- 6月20日，韓國加密貨幣交易所 Bithumb遭黑客攻擊，價值約3000萬美元加密貨幣被盜。[41]
- 9月19日，黑客通過漏洞製造並交易假EOS，從NEWDEX交易所竊取價值近58,000美元的EOS加密貨幣。黑客利用自己創建的假EOS淹沒了NEWDEX交易所，更利於這些假幣從其他集中交易平臺購買ADD, BLACK及IQ代幣。[42][43]

### 2019年
- 2月22日，PeckShield安全人员追踪黑名单账号時发现其中一個帳號把50,000個EOS分批地轉入火币交易所。因此, PeckShield安全人员已联系了火币交易所以进一步对相关账号采取措施实施冻结。[44]
- 3月30日，韩国加密货币交易所 Bithumb 遭到黑客入侵，超过300万EOS（约1270万美元）和2000万XRP（约620万美元）的资产被盗。[45]
- 5月7日，全球最大交易所幣安宣布被盜7074比特幣，當時價格超過4000萬美元。[46]
- 7月8日，日本東京「BITPoint Japan」比特幣儲存與交易公司被駭客盜走35億日元比特幣，其中25億是民眾資產牽涉約使用者約達5萬人[47]，BITPoint Japan是在東京二板市場上市的Remixpoint旗下子公司。
- 11月27日，韓國的交易所Upbit 宣布被駭客盜取 342,000 顆以太幣，當時價格超4900萬美元。[48]

### 2020年
- 2月5日，義大利的交易所 Altsbits 宣布遭盜駭客攻擊，幾乎全部的比特幣、以太幣和其他加密貨幣均被盜走，價值超 30 萬美元。並且Aitsbits隨即宣布在2020年5月8日關閉網站並停止交易。[49]
- 9月8日，捷克斯洛伐克的交易所 Eterbase 宣布遭駭客攻擊，被盜取了價值超過 540 萬美元的比特幣、以太幣和其他加密貨幣。[50]
- 9月26日，Kucoin交易所被駭客盜走價值超1.5億美元的加密貨幣，主要包括ERC-20代幣，比特幣和以太幣。[51]

## 参見
- 加密货币
- 比特币
- 数字货币
- 數碼黃金貨幣
- 比特幣公司列表